# کرواس
کرواس (به فرانسوی: Cruas) یک کمون (فرانسه) در فرانسه است که در canton of Rochemaure واقع شده‌است. کرواس ۱۵٫۴۵ کیلومتر مربع مساحت دارد.